# Cristoforo Pallavicino

Stemma dei Pallavicino.

Cristoforo Pallavicino (Busseto, ... – Milano, 11 novembre 1521) è stato un condottiero italiano e marchese di Busseto.

## Biografia
Era figlio di Pallavicino Pallavicini, marchese di Busseto e di Caterina Fieschi di Genova.
Fu al servizio del duca di Milano Ludovico il Moro. Nel 1499 si trovò col fratello Antonio Maria a Tortona, quando i francesi cercarono di impadronirsi della città. Antonio fu favorevole mentre Cristoforo non si oppose, nonostante parteggiasse per Milano.
Si schierò con la Francia al tempo della Lega di Cambrai e nel 1512, quando i francesi abbandonarono l'Italia, passò al servizio degli Sforza. Al ritorno dei francesi l'anno dopo, Cristoforo venne inviato dal duca Massimiliano Sforza a presidiare Cremona. Nel 1515 venne fatto prigioniero nella battaglia di Marignano ed in seguito liberato dai francesi ed esiliato a Busseto, dove svolse opere di beneficenza. Nemico dei francesi, venne invitato con uno stratagemma a Milano per ordine del governatore Odet de Foix, che fece immediatamente imprigionare il Pallavicino. Allo scoppio della guerra d'Italia, Odet venne sconfitto dagli imperiali nella Battaglia di Vaprio d'Adda (1521) e si ritirò a difesa di Milano. Ordinò che Cristoforo Pallavicino venisse giustiziato e l'11 novembre 1521 venne decapitato sulla piazza del castello. Alcuni mesi prima il Lautrec fece giustiziare Manfredo Pallavicino, marchese di Cortemaggiore, figlio di Orlando e parente di Cristoforo e reo di aver parteggiato per gli Sforza.

## Discendenza
Cristoforo sposò Bona della Pusterla ed ebbero cinque figli:
- Francesco, religioso
- Girolamo (1508-1579), marchese di Busseto
- Caterina (+ nel 1521), sposò Girolamo Sanvitale, signore di Fontanellato, 3° conte di Sala
- Antonia (?-1554), sposò Sigismondo I Gonzaga, signore di Vescovato e poi Uguccione Rangoni
- Ermete (?-1562), sposò Lavinia Carminati.

Ebbe una figlia naturale legittimata, Antonia, che sposò Gianfilippo Sertorio.